# П'єр Монте
П'єр Монте (4 квітня 1875 , Париж  — 1 липня 1964 , Ганкок, Мен ) — французький і американський диригент.
Освіту отримав в Паризькій консерваторії. В 1910-ті роки був запрошений як диригент балету Дягілева, під його орудою відбулися прем'єри балетів «Петрушка», «Весна священна» Стравінського, а також «Дафніс і Хлоя» Равеля. 
В 1916-1924 жив у США, в 1919-1924 очолював Бостонський симфонічний оркестр. У 1924 повернувся до Європи, працював з оркестром Концертгебау та Оркестром Парижа. У 1936 знов переїхав до США. Останні роки життя (1961–1964) був головним диригентом Лондонського оркестру.